# Skattereduktion
Skattereduktion (äldre svensk term: avkortning) innebär att ett skatteuttag minskas. Begreppet används ibland om politiska beslut att minska skattesatser eller andra skatteuttag i största allmänhet, men oftare syftar det på en minskning av skatten under specifika omständigheter. Skattereduktionen kan ha konstruktionen av ett avdrag för vissa specifika utgifter, en minskning av skatten med en procentuell andel eller ett fast belopp under vissa omständigheter, eller något annan form.

## Sverige
Exempel på skattereduktioner i Sverige är jobbskatteavdraget,, allmänna pensionen ROT-programmet, RUT-avdraget och ränteavdraget. 
Skattereduktion ska ej förblandas med skatteavdrag, som innebär att summan undantas från de resurser som är skattepliktiga, medan skattereduktion avser en faktisk minskning av skattebördan (t. ex. 10 % på en skattepliktig inkomst på 9750 kr, vilket innebär en skatt om 9750 - 975 eller 8775 kr). Jobbskatteavdraget är alltså i realiteten en skattereduktion, inte ett avdrag. Med avdragsgillt avses endast en utgift som kan dras av från den sammanlagda slutgiltiga skattebördan (t. ex. ett avdrag av moms på resekostnad för resa i tjänst om 225 kr varav 33 % moms och bensinskatt, varav 225 kr kan dras av från den sammanlagda skattebördan. Om skatteavdrag endast gällt moms och punktskatter, hade endast 75 kr fått avdras). 

### Skattereduktion för gåvor
Skattereduktionen för gåvor till ideell verksamhet återinfördes den 1 juli 2019, efter att ha varit avskaffad sedan 2016. Privatpersoner kan få en skattereduktion på 25 procent av gåvobeloppet, upp till ett tak på 3 000 kronor per år (vilket motsvarar gåvor på 12 000 kronor).
För att vara berättigad till skattereduktionen måste följande villkor vara uppfyllda:
- Gåvomottagaren ska vara godkänd av Skatteverket vid tidpunkten för gåvan.
- Varje enskild gåva måste uppgå till minst 200 kronor.
- Det totala beloppet per år måste uppgå till minst 2 000 kronor.

En uppdaterad lista över godkända gåvomottagare finns hos Skatteverket.